# Barra Feliz
Barra Feliz, também conhecido como São Bento, é um distrito do município brasileiro de Santa Bárbara, no estado de Minas Gerais. Segundo o censo demográfico de 2022, realizado pelo Instituto Brasileiro de Geografia e Estatística (IBGE), sua população era de 1 949 habitantes e havia 643 domicílios particulares permanentes ocupados. Possui área de 16,98 km² conforme a Fundação João Pinheiro (FJP).
Foi criado pela lei estadual nº 856 de 30 de agosto de 1911. É limítrofe do distrito de Brumal e do município de Barão de Cocais. Também faz parte do Quadrilátero Ferrífero e do Circuito do Ouro, centro da rota da Estrada Real, a sul do Caminho dos Diamantes. A Igreja de Nossa Senhora da Conceição (fundada em 8 de dezembro de 1787) e a Gruta de São Bento são pontos turísticos da localidade.